# James McBride (cầu thủ bóng đá)
James McBride (30 tháng 12 năm 1873 - 25 tháng 5 năm 1899) là một cầu thủ bóng đá người Scotland, chơi cho Liverpool trong nửa sau của thế kỷ XIX.

## Cuộc sống và sự nghiệp
Sinh ra ở Renton, Dumbartonshire, Scotland, McBride chơi cho Renton Wanderers và Renton trước khi các nhà quản lý Liverpool là John McKenna & William Edward Barclay gặp để ký kết tham gia đội bóng vào năm 1892. McBride xuất hiện lần đầu tiên trong trận đấu đầu tiên của Liverpool, trận giao hữu với Rotherham Town vào ngày 1 tháng 9 năm 1892, Liverpool thắng 7-1. Anh ấy cũng đã chơi trong trận đấu tranh hạng đầu tiên của họ, trận đấu ở Giải Lancashire League trước đối thủ Lower Walton hai ngày sau đó. Anh ấy đã ghi bàn thắng đầu tiên cho Liverpool trong trận đấu này khi đội thắng 8-0.
McBride là thường xuyên ra sân trong các trận bất bại của Liverpool trong giải Football League Second Division, chỉ không ra sân 4 trong số 28 trận. Liverpool đã thăng hạng lên giải Hạng nhất khi thắng Newton Heath bằng chiến thắng 2-0 trong trận đấu play-off. Anh chỉ chơi 5 lần nữa cho câu lạc bộ Anfield này trong thời gian họ xuống hạng 2 trở lại.

## Thành tích
Liverpool
- Football League Second Division (1894)